# ディフェンス・スーピアリア・サービス・メダル
ディフェンス・スーピアリア・サービス・メダル（Defense Superior Service Medal）は、アメリカ軍の将兵に授与される勲章。日本語では防衛上級貢献メダルや防衛功労章などとも訳される。

## 概略

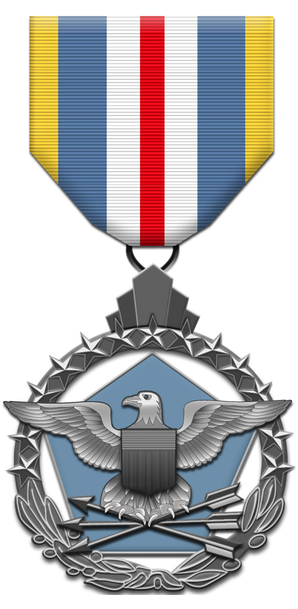
ディフェンス・スーピアリアサービスメダル。

1976年2月6日、ジェラルド・フォード大統領によって制定された（大統領令11904）。国防総省勲章の一つであり、「重大な責任ある地位において任務上称賛に値する功績」を立てた将兵に対して授与される。受章者はほとんどの場合提督、将軍といった将官で、序列はディフェンス・ディスティングシュドサービスメダルに次ぐ。米軍全体の勲章序列ではシルバースターに次いで第6位である。

## 受章者
- デビッド・アーチゼル - 海軍中将
- カーティス・ブラウン - 空軍大佐、NASA宇宙飛行士
- ナンシー・エリザベス・ブラウン - 海軍中将
- マイケル・R・クリフォード - 陸軍中佐、米航空宇宙局（NASA）宇宙飛行士、スペースシャトル「アトランティス」に搭乗。
- ジェシー・クロス - 陸軍准将
- スティーブン・E・クロス医師
- スーザン・Y・デジャルダン - 空軍准将
- パトリック・G・フォレスター - 陸軍大佐、米航空宇宙局（NASA）宇宙飛行士、スペースシャトル「ディスカバリー」に搭乗。
- マイケル・P・C・カーンズ - 空軍大将
- ウォルター・E・ガスキン - 海兵隊少将
- ジュリアス・W・ゲイツ - 陸軍曹長
- ジョン・F・グッドマン - 海兵隊中将
- フランク・ゴーレンク - 空軍中将
- ウェンデル・L・グリフィン - 空軍少将
- ロバート・E・ホール - 陸軍曹長
- レベッカ・S・ハルステッド - 陸軍准将
- ハリー・ハリス - 海軍中将
- ロバート・C・ヒンソン - 空軍中将
- ドナルド・J・ホフマン - 空軍大将
- ジョナサン・ハウ - 海軍大将
- チャールズ・H・ジャコビー・ジュニア - 陸軍大将
- ロドニー・P・ケリー - 空軍少将
- フランク・クロッツ - 空軍中将
- W・パトリック・ラング大佐
- マーク・C・リー - 空軍大佐、NASA宇宙飛行士
- マイケル・マレン - 海軍大将、統合参謀本部議長
- ピーター・ペース - 海兵隊大将、統合参謀本部議長
- デイヴィッド・ペトラース - 陸軍大将
- コリン・パウエル - 国務長官、陸軍大将
- ジョン・W・レイモンド - 空軍准将
- アン・E・ロンドー - 海軍中将
- ジョー・セスタク - 海軍中将、米下院議員
- ドナルド・B・スミス - 陸軍准将
- デビッド・P・ヴァルコート - 陸軍中将
- ジェームズ・ヴォス - 陸軍大佐、米航空宇宙局（NASA）宇宙飛行士
- フランシス・C・ウィルソン - 海兵隊中将
- ジェームズ・A・ ウィニフレッド・ジュニア - 海軍中将
- ジェイムズ・P・ ウィスカップ - 米海軍中将
- ウォルター・H・イエーツ・ジュニア - 陸軍少将
- アンソニー・ジニ - 海兵隊大将

## 参考資料
- American Forces Information (1992).Armed Forces DECORATION AND AWARDS. Department of Defense.
- 小川賢治『勲章の社会学』晃洋書房、2009年3月。ISBN 978-4-7710-2039-9。